# Cambodian Women’s Association
Cambodian Women’s Association var en kvinnoförening i Kambodja, grundad 1949. Det var Kambodjas första kvinnoförening, och startpunkten för landets kvinnorörelse, även om dess feminism var en konservativ form av feminism.  
Feministiska sympatier fanns under den franska kolonialtiden endast i en liten minoritet av den bildade överklassen i Phnom Penh, som bestod av släktingar till kungahuset och regeringstjänstemän, som sades stödja fransmännens blygsamma statsfeminism i utbyte mot en bekräftelse av sina egna klassprivilegier. 
Fransmännen hade 1904 avskaffat det kungliga haremet, som fram till dess varit en av få vägar till klassresa för kambodjanskor, och de franska skolorna, écoles franco-cambodgiennes, utbildade bara kambodjaner till en framtid som tjänstefolk; utöver yrkesskolan Manufacture Royale au Palais (1907), som lärde kvinnor tillverka turistsouvenirer, kunde bara en liten minoritet överklassflickor studera vidare via Collège Sisowath (Lycée Sisowath) för att fortsätta till universitet, som endast var möjligt att studera i Hanoi eller Saigon. 
Kvinnoföreningen ville utöka kvinnors möjligheter i samhället, men utan att samtidigt bryta ned den traditionella undergivna kvinnorollen i samhället. Föreningen ägnade sig bland annat åt socialt arbete. Efter kuppen 1970 vitaliserades rörelsen av Nou Neou, som valdes till föreningens ordförande. Under kriget mot röda khmererna gjorde föreningen gemensam sak med Writer’s Association och Committee of Cambodian Patriots in Europe i ett upprop för att skydda Angkors tempel mot bombningar. Genom sin ledare Nou Neou, som också var ordförande för Patriotic Women’s Youth Commandos, stödde Cambodian Women’s Association mobiliseringen av kvinnor i försvaret mot röda khmererna. Samtidigt som kvinnor vid denna tidpunkt formellt hade rätt att utbilda sig och arbeta, och uppmanades att delta i mobiliseringen mot kommunisterna, verkade Cambodian Women’s Association samtidigt för att kvinnor gjorde detta utan att glömma sin traditionella plats som mödrar, till vilken de borde återvända efter kriget. 
Cambodian Women’s Association ska inte förväxlas med den kommunistiska Women’s Association, som kom att spela en viktig roll under Vietnams ockupation av Kambodja 1979-89, då den hade en representant i varje by och förde fram regerings kvinnoprogram. 